# USS Sea Robin (SS-407)
USS Sea Robin (SS-407) là một  tàu ngầm lớp Balao được Hải quân Hoa Kỳ chế tạo trong Chiến tranh Thế giới thứ hai. Nó là chiếc tàu chiến duy nhất của Hải quân Hoa Kỳ được đặt cái tên này, theo tên một phân họ trong họ Cá chào mào. Nó đã phục vụ trong giai đoạn sau của Thế Chiến II, thực hiện được ba chuyến tuần tra, đánh chìm được sáu tàu Nhật Bản với tổng tải trọng 13.472 tấn. Sau khi xung đột chấm dứt, nó tiếp tục hoạt động rồi được nâng cấp trong khuôn khổ Dự án GUPPY IA, và đã phục vụ trong giai đoạn Chiến tranh Lạnh cho đến năm 1970. Con tàu cuối cùng bị bán để tháo dỡ vào năm 1971. Sea Robin được tặng thưởng ba Ngôi sao Chiến trận do thành tích phục vụ trong Thế Chiến II.

## Thiết kế và chế tạo
Thiết kế của lớp Balao được cải tiến dựa trên  tàu ngầm lớp Gato dẫn trước, là một kiểu tàu ngầm hạm đội có tốc độ trên mặt nước cao, tầm hoạt động xa và vũ khí mạnh để tháp tùng hạm đội chiến trận. Khác biệt chính so với lớp Gato là ở cấu trúc lườn chịu áp lực bên trong dày hơn, và sử dụng thép có độ đàn hồi cao (HTS: High-Tensile Steel), cho phép lặn sâu hơn đến 400 ft (120 m). Con tàu dài 311 ft 9 in (95,02 m) và có trọng lượng choán nước 1.526 tấn Anh (1.550 t) khi nổi và 2.424 tấn Anh (2.463 t) khi lặn. Chúng trang bị động cơ diesel dẫn động máy phát điện để cung cấp điện năng cho bốn động cơ điện, đạt được công suất 5.400 shp (4.000 kW) khi nổi và 2.740 shp (2.040 kW) khi lặn, cho phép đạt tốc độ tối đa 20,25 hải lý trên giờ (37,50 km/h) và 8,75 hải lý trên giờ (16,21 km/h) tương ứng. Tầm xa hoạt động là 11.000 hải lý (20.000 km) khi đi trên mặt nước ở tốc độ 10 hải lý trên giờ (19 km/h) và có thể hoạt động kéo dài đến 75 ngày.
Tương tự như lớp Gato dẫn trước, lớp Balao được trang bị mười ống phóng ngư lôi 21 in (530 mm), gồm sáu ống trước mũi và bốn ống phía phía đuôi tàu, chúng mang theo tối đa 24 quả ngư lôi. Vũ khí trên boong tàu gồm một hải pháo 4 inch/50 caliber, một khẩu pháo phòng không Bofors 40 mm nòng đơn và một khẩu đội Oerlikon 20 mm nòng đôi, kèm theo hai súng máy .50 caliber. Trên tháp chỉ huy, ngoài hai kính tiềm vọng, nó còn trang bị ăn-ten radar SD phòng không và SJ dò tìm mặt biển. Tiện nghi cho thủy thủ đoàn bao gồm điều hòa không khí, thực phẩm trữ lạnh, máy lọc nước, máy giặt và giường ngủ cho hầu hết mọi người, giúp họ chịu đựng cái nóng nhiệt đới tại Thái Bình Dương cùng những chuyến tuần tra kéo dài đến hai tháng rưỡi.
Sea Robin được đặt lườn tại Xưởng hải quân Portsmouth ở Kittery, Maine vào ngày 1 tháng 3, 1944. Nó được hạ thủy vào ngày 25 tháng 5, 1944, được đỡ đầu bởi bà Homer Ambrose, và được cho nhập biên chế cùng Hải quân Hoa Kỳ vào ngày 7 tháng 8, 1944 dưới quyền chỉ huy của Hạm trưởng, Thiếu tá Hải quân Paul Cecil Stimson.

## Lịch sử hoạt động

### 1944
Sau khi hoàn tất việc chạy thử máy huấn luyện tại các vùng biển ngoài khơi Portsmouth, New Hampshire, và New London, Connecticut, Sea Robin lên đường đi sang khu vực Mặt trận Thái Bình Dương. Nó đi đến vùng kênh đào Panama vào ngày 12 tháng 10, 1944, và gặp phải sự cố bị một tàu buôn Scandinavia bắn nhầm khi cho rằng nó là một tàu ngầm U-boat Đức Quốc Xã; may mắn là chiếc tàu ngầm ở ngoài tầm bắn và không bị hư hại. Nó đi đến Trân Châu Cảng vào ngày 5 tháng 11.

### 1945

#### Chuyến tuần tra thứ nhất
Sau sáu ngày ở lại cảng, Sea Robin lên đường hướng đến khu vực eo biển Luzon cho chuyến tuần tra đầu tiên trong chiến tranh. Vào ngày 6 tháng 1, 1945, ở vị trí khoảng 75 mi (121 km) về phía Đông Bắc đảo Hải Nam, trong một đợt tấn công ban đêm được radar hỗ trợ, nó đã phóng ngư lôi đánh chìm tàu chở dầu Tarakan Maru (5.135 tấn) tại tọa độ 19°45′B 111°25′Đ / 19,75°B 111,417°Đ; 12 thành viên thủy thủ đoàn đã mất tích cùng con tàu. Trong phần còn lại của chuyến tuần tra, chiếc tàu ngầm chỉ bắt gặp thủy lôi trôi nổi trên biển. Nó kết thúc chuyến tuần tra và quay về căn cứ tại Fremantle, Australia vào ngày 29 tháng 1.

#### Chuyến tuần tra thứ hai
Trong chuyến tuần tra tiếp theo, đang khi hoạt động trong biển Java ở phía Bắc Surabaya vào ngày 3 tháng 3, lúc 20 giờ 00, Sea Robin cơ động né tránh một tàu hộ tống Nhật Bản và phóng một loạt bốn quả ngư lôi. Một quả trúng đích đã đánh chìm tàu chở hàng Suiten Maru (2.500 tấn) tại tọa độ 06°29′N 112°48′Đ / 6,483°N 112,8°Đ; 32 thành viên thủy thủ đoàn đã thiệt mạng cùng con tàu.
Sang ngày hôm sau, Sea Robin bắt gặp một đoàn tàu vận tải chuyển quân bao gồm hai tàu chở hàng, một pháo hạm được cải biến cùng nhiều tàu hộ tống. Một loạt ba quả ngư lôi phóng ra lúc 22 giờ 34 phút đã đánh trúng pháo hạm Manyo Maru (2.904 tấn) khiến nó đắm tại vị trí 62 nmi (115 km) về phía Đông đảo Bawean, tại tọa độ 05°50′N 113°46′Đ / 5,833°N 113,767°Đ. Sau khi né tránh đợt phản công của các tàu hộ tống, nhiều giờ sau đó nó lại đi đến vị trí tấn công, phóng một loạt ba quả ngư lôi và tiếp tục đánh chìm Shoyu Maru (853 tấn) tại tọa độ 5°42′N 114°02′Đ / 5,7°N 114,033°Đ. Chiếc tàu ngầm phóng tiếp một loạt ba quả ngư lôi vào các tàu còn lại, nhưng mục tiêu cơ động né tránh được. Trong nỗ lực tiếp theo, Sea Robin tấn công từ khoảng cách 900 yd (820 m), và một quả trúng đích đã khiến tàu rải lưới Nagara Maru (856 tấn) vỡ làm đôi và đắm ở vị trí 45 nmi (83 km) về phía Đông Bắc Borneo, tại tọa độ 5°41′N 114°01′Đ / 5,683°N 114,017°Đ. Đợt phản công của các tàu hộ tống và máy bay tuần tra đối phương kéo dài trong suốt 24 giờ tiếp theo, nhưng chiếc tàu ngầm thoát được và đi đến căn cứ tại vịnh Subic, Philippines vào ngày 15 tháng 3 để bổ sung ngư lôi.
Rời vịnh Subic vào ngày 19 tháng 3 để tiếp tục chuyến tuần tra, Sea Robin hướng sang biển Đông để hoạt động tại khu vực ngoài khơi đảo Hải Nam. Vào ngày 23 tháng 3, nó cứu vớt một phi công bị bắn rơi xuống biển. Đến ngày 30 tháng 3, nó lọt vào giữa đội hình sáu tàu khu trục Nhật Bản và đã phóng một loạt ba quả ngư lôi tấn công chiếc dẫn đầu, nhưng mục tiêu đổi hướng nên bị trượt. Một tàu khu trục thứ hai tiếp cận và phản công trong suốt 20 phút bằng mìn sâu, chiếc tàu ngầm lẫn tránh được và lại tấn công với loạt sáu quả ngư lôi nhưng không trúng đích. Đến ngày 8 tháng 4, nó đánh chìm hai tàu đánh cá nhỏ bằng hải pháo và bắt giữ ba tù binh chiến tranh. Sang ngày hôm sau nó vớt thêm mười người từ một tàu đánh cá khác bị máy bay Đồng Minh đánh chìm. Chiếc tàu ngầm kết thúc chuyến tuần tra tại Trân Châu Cảng vào ngày 29 tháng 4.

#### Chuyến tuần tra thứ ba
Sea Robin rời Trân Châu Cảng vào ngày 1 tháng 6 cho chuyến tuần tra cuối cùng trong chiến tranh tại khu vực Hoàng Hải và biển Hoa Đông, nó chủ yếu làm nhiệm vụ tìm kiếm và giải cứu hỗ trợ cho các chiến dịch không kích của máy bay ném bom B-29 Superfortress Không lực. Vào ngày 26 tháng 6, con tàu đang ở vị trí khoảng 105 nmi (194 km) về phía Tây Nam Aogashima thuộc quần đảo Nanpō, tại tọa độ 31°30′B 138°37′Đ / 31,5°B 138,617°Đ, khi một lô bom từ một chiếc B-29 bị phóng bỏ xuống biển chỉ cách con tàu 1.000 yd (900 m). Chiếc tàu ngầm không bị hư hại qua sự cố này.
Vào ngày 9 tháng 7, Sea Robin đánh chìm một tàu tuần tra nhỏ và bắt giữ một tù binh chiến tranh. Sang ngày hôm sau, nó phóng ngư lôi đánh chìm tàu chở hàng Sakishima Maru (1.224 tấn) tại tọa độ 33°39′B 126°40′Đ / 33,65°B 126,667°Đ. Không lâu sau đó, trong khi tìm cách tiêu diệt một thuyền buồm, nó bị máy bay tuần tra đối phương phát hiện, và hai quả bom đã ném xuống gần con tàu đã làm hư hại phần mũi tàu. Do không được phát hiện kịp thời, mũi tàu bị biến dạng đã khiến ngư lôi phóng ra đi chệch hướng trượt khỏi mục tiêu. Nó tiếp tục phá hủy nhiều tàu đánh cá nhỏ trước khi kết thúc chuyến tuần tra.
Khi Nhật Bản chấp nhận đầu hàng vào ngày 15 tháng 8, giúp chấm dứt vĩnh viễn cuộc xung đột, Sea Robin đang neo đậu tại căn cứ Midway. Nó lên đường quay trở về Hoa Kỳ ngang qua Trân Châu Cảng, băng qua kênh đàp Panama vào ngày 20 tháng 9, và về đến Galveston, Texas bốn ngày sau đó.

### 1945 – 1951
Sau chiến tranh Sea Robin phục vụ cùng Hải đội Tàu ngầm 6 đặt căn cứ tại Balboa, Panama. Vào ngày 15 tháng 5, 1947, nó thực hiện chuyến tuần tra mô phỏng vòng quanh lục địa Nam Mỹ kéo dài một tháng rưỡi, trở thành chiếc tàu ngầm Hoa Kỳ đầu tiên vòng qua mũi Horn. Trong năm 1948 nó tập trận và huấn luyện tại khu vực Balboa và Key West, Florida, rồi được đại tu tại Xưởng hải quân Philadelphia.
Đến ngày 20 tháng 8, 1949, Sea Robin được điều sang Hải đội Tàu ngầm 8 và chuyển cảng nhà đến Căn cứ Tàu ngầm Hải quân New London. Nó khởi hành từ New London vào ngày 23 tháng 2, 1950 để tham gia cuộc Tập trận Portex phối hợp giữa Lục quân, Hải quân và Không quân tại vùng biển Caribe, cho đến ngày 23 tháng 3. Từ tháng 9 đến tháng 11, chiếc tàu ngầm được phái sang phục vụ cùng Đệ Lục hạm đội tại Địa Trung Hải.

### 1951 – 1955
Vào năm 1951, Sea Robin được hiện đại hóa trong khuôn khổ Chương trình Công suất đẩy dưới nước lớn hơn (GUPPY IA), giúp cải thiện đáng kể tốc độ lặn dưới nước và tầm xa hoạt động. Trong tháng 1 và tháng 2, 1952, nó tham gia cuộc Tập trận Micowex tại vùng biển Bắc Đại Tây Dương nhằm thử nghiệm quy trình và thiết bị hoạt động trong điều kiện giá lạnh dưới sự giám sát của Phòng thí nghiệm Nghiên cứu Hải quân New London. Sau nó nó quay lại vùng biển ấm để tham gia cuộc Tập trận Pacex tại khu vực Caribe.
Vào ngày 30 tháng 8, 1954, Sea Robin khởi hành cho một chuyến đi huấn luyện kéo dài sáu tuần vượt qua vòng Bắc Cực, có các chặng dừng tại Glasgow, Scotland và Belfast, Bắc Ireland. Đến ngày 4 tháng 1, 1955, nó lên đường tham gia cuộc Tập trận Springboard kéo dài sáu tuần tại vùng biển Caribe, rồi đến tháng 9 lại tham gia cuộc Tập trận New Broom IV trong khuôn khổ Khối NATO, viếng thăm Saint John, New Brunswick trên đường quay trở về New London.

### 1956 – 1970
Sau khi tham gia các hoạt động đặc biệt vào cuối năm 1956 và đầu năm 1957, Sea Robin quay trở lại những hoạt động thường lệ tại căn cứ New London, rồi đi vào Xưởng hải quân Portsmouth vào ngày 24 tháng 7 cho một đợt đại tu kéo dài hai tháng. Khi quay trở lại New London, nó tham gia tập trận hạm đội tại Đại Tây Dương và vùng biển Caribe. Đến ngày 28 tháng 3, 1958, nó lên đường cho lượt phục vụ cùng Đệ Lục hạm đội tại Địa Trung Hải, kéo dài gần bốn tháng. Chiếc tàu ngầm lại có một đợt hoạt động khác tại Địa Trung Hải từ tháng 1 đến tháng 5, 1963. Trong năm năm tiếp theo, Sea Robin xen kẻ các giai đoạn bảo trì với những lượt hoạt động tại Đại Tây Dương và vùng biển Caribe, tham gia thực hành chống tàu ngầm cùng hạm đội cũng như phục vụ cho việc huấn luyện của Trường Tàu ngầm Hải quân.
Vào tháng 9, 1964, Sea Robin cùng với tàu ngầm chị em Piper (SS-409) tham gia cuộc Tập trận Master Stroke cùng các lực lượng hải quân Hoa Kỳ, Canada và Anh, và trong dịp này nó đã viếng thăm các cảng Portsmouth, Anh và Rotterdam, Hà Lan. Khi quay trở về Hoa Kỳ, nó đi vào Xưởng hải quân Portsmouth vào tháng 11 cho một đợt đại tu, kéo dài cho đến tháng 4, 1965. Khi hoàn tất việc chạy thử máy, nó cùng Becuna (SS-319) và Sea Owl (SS-405) xuất phát từ New London vào tháng 7 để thực hành cùng Đệ Lục hạm đội tại Địa Trung Hải, và quay trở về New London vào tháng 10. Trong năm 1966, nó tham gia cuộc Tập trận Springboard tại vùng biển Caribe cùng các hạm tàu nổi và không lực hải quân, rồi phục vụ huấn luyện và thực tập chống tàu ngầm tại khu vực New London. Trong tháng 7 và tháng 8, chiếc tàu ngầm được thay thế ắc-quy.
Vào đầu năm 1967, Sea Robin tham gia cuộc Tập trận Springboard hàng năm, rồi quay trở lại hoạt động thường lệ tại căn cứ New London. Vào ngày 22 tháng 5, nó cùng Sea Owl, Tusk (SS-426) và Sablefish (SS-303) lên đường cho một lượt hoạt động kéo dài hai tháng tại vùng biển Bắc Âu, và đã viếng thăm Portsmouth, Anh; Cherbourg, Pháp; Derry, Bắc Ireland; cùng nhiều cảng vùng Scandinavia. Từ ngày 2 tháng 10, 1967 đến ngày 1 tháng 2, 1968, chiếc tàu ngầm được đại tu tại Xưởng hải quân Philadelphia, và sau khi hoàn tất nó tiếp tục hoạt động trong Đại Tây Dương và vùng biển Caribe. Sea Robin được điều động sang Hải đội Tàu ngầm 2 vào ngày 1 tháng 12, 1969, nhưng tiếp tục đặt căn cứ tại New London.
Trong năm 1970, Sea Robin tiếp tục tham gia cuộc Tập trận Springboard hàng năm vào tháng 1 và tháng 2, và cuộc Tập trận Steel Ring của Khối NATO trong tháng 4 và tháng 5. Sea Robin được cho xuất biên chế đồng thời rút tên khỏi danh sách Đăng bạ Hải quân vào ngày 1 tháng 10, 1970.  Con tàu được bán cho hãng North American Smelting Co. tại Wilmington, Delaware vào ngày 3 tháng 6, 1971 để tháo dỡ.

## Phần thưởng
Sea Robin được tặng thưởng ba Ngôi sao Chiến trận do thành tích phục vụ trong Thế Chiến II. Nó được ghi công đã đánh chìm sáu tàu Nhật Bản với tổng tải trọng 13.472 26.085 tấn.
|                                         |  |  |
| Bronze star · Bronze star · Bronze star |  |  |

| Dãi băng Hoạt động Tác chiến                                            | Dãi băng Hoạt động Tác chiến         | Huân chương Chiến dịch Hoa Kỳ        | Huân chương Chiến dịch Hoa Kỳ         |
| Huân chương Chiến dịch Châu Á-Thái Bình Dương với 3 Ngôi sao Chiến trận | Huân chương Chiến thắng Thế Chiến II | Huân chương Chiến thắng Thế Chiến II | Huân chương Phục vụ Phòng vệ Quốc gia |